# Leonid Szwarcman
Leonid Aronowicz Szwarcman (ros. Леони́д Аро́нович Шва́рцман; ur. 30 sierpnia 1920 w Mińsku, zm. 2 lipca 2022) – radziecki animator, scenograf i reżyser animacji.

## Filmografia

### Reżyseria
- 1982: O kotku, który miał na imię Hau (seria 5)
- 1983–1997: Małpki (wszystkie 7 serii)
- 1988: Łatwowierny smok

### Scenografia
- 1952: Szkarłatny kwiat
- 1954: Złota antylopa
- 1957: Królowa Śniegu
- 1967: Rękawica
- 1969: Krokodyl Giena
- 1971: Kiwaczek
- 1974: Szapoklak
- 1978: Przygody Chomy
- 1983: Kiwaczek idzie do szkoły

## Odznaczenia
- 2002: Ludowy Malarz Federacji Rosyjskiej[2]